# Rossella Jardini
Rossella Jardini (née en 1952 à Bergame) est une créatrice de mode italienne et une femme d’affaires qui, de 1994 à 2013  a occupé le poste de directrice de la création chez Moschino à la suite du décès de Franco Moschino. En janvier 2014, elle a repris ses fonctions de consultante pour Missoni.

## Biographie
Rosella Jardini avait travaillé avec Nicola Trussardi et Bottega Veneta avant de rejoindre Moschino à temps plein en 1983,. Après la mort de Moschino, elle a supervisé la production et les dessins de l'entreprise, bien qu'elle n'en soit pas la conceptrice. En 2013, Jeremy Scott lui a succédé en tant que directeur de la création de Moschino et, en janvier 2014, elle a rejoint Missoni en tant que consultante en design,.